# Carrer de Montsolís (Montgat)
El Carrer de Montsolís és una obra de Montgat (Maresme) inclosa a l'Inventari del Patrimoni Arquitectònic de Catalunya.

## Descripció
Carrer que forma el centre del nucli urbà de Montsolís, sota mateix del gran casal dels Marquesos de Montsolís. A aquest carrer es combinen les cases tradicionals del poble amb planta i pis, i les cases d'estiueig, moltes d'elles construïdes a mitjans dels anys cinquanta. A la banda de muntanya les cases miren a llevant, i per la banda de mar del carrer hi ha petits terrenys utilitzats com a horta o jardinets, alguns d'ells amb petites construccions que accedeixen a la carretera i la platja.